# Trío eléctrico

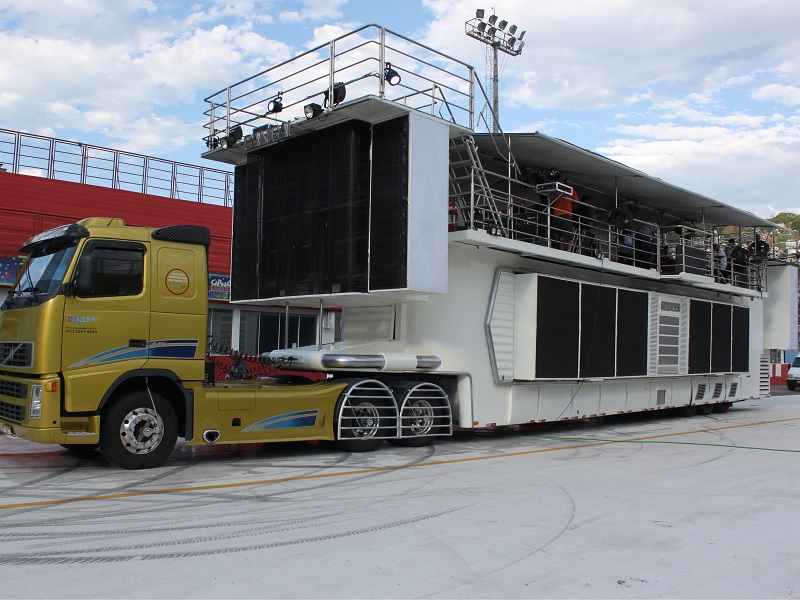
Trío eléctrico moderno

Un trío eléctrico (pronunciación portuguesa: [ˈtɾiw eˈlɛtɾiku], trío elétrico) es un tipo de camión equipado con un sistema de sonido de alta potencia y una banda de música en el techo, tocando para la multitud. Fue creado en la ciudad de Salvador de Bahía específicamente para el carnaval. En la actualidad se utiliza en eventos similares en otros distritos de Brasil, y en otros países. Esta configuración se utiliza en carnaval de Brasil dentro de los blocos carnavalescos y otros festivales en Brasil, especialmente en micaretas. La idea fue introducida en 1949, durante un carnaval en Bahía, por el dúo Dodô e Osmar (Adolfo Nascimento y Osmar Macedo).
Algunos artistas brasileños han sido conocidos por cantar en un trío eléctrico:
- Asa de Águia
- Carlinhos Brown (de Timbalada)
- Chiclete com Banana
- Saulo Fernandes
- Cláudia Leitte
- Daniela Mercury
- Elba Ramalho
- Ivete Sangalo

El cantante popular brasileño Caetano Veloso hizo famoso el trío eléctrico en la canción «Atrás do trío elétrico só não vai quem já morreu» ("Detrás del trío eléctrico no va solo quien ya murió").

## Historia
Los orígenes del trío eléctrico provienen de la dupla elétrica (‘el dúo eléctrico’) de los dos músicos amigos Adolfo Antônio Nascimento (Dodô) y Osmar Álvares de Macedo, quienes en 1950 arreglaron un viejo Ford T para llevar encima su instrumento eléctrico hecho por ellos, conocido como pau elétrico (‘palo eléctrico’), durante el carnaval de Bahía. Condujeron por las calles tocando música utilizando la electricidad de la batería del coche. El espectáculo se llevó a cabo en el centro de la ciudad desde las 17:00 h el domingo de carnaval y atrajo a una gran multitud.
El nombre de «trío eléctrico» fue acuñado en 1951, cuando Dodô y Osmar invitaron a un amigo ―el arquitecto Temístocles Aragão― a tocar con ellos. Recorrieron toda la ciudad de Salvador en una pick-up Chrysler. Es así como el «dúo eléctrico» se convirtió en el «trío eléctrico». Aunque el nombre fue creado para la banda, terminó siendo el nombre de su invención.
Otro invento de Bahía, las micaretas (carnaval fuera de temporada) comenzó a utilizar los tríos eléctricos. Hoy en día, existe una gran industria para la producción, mantenimiento y arrendamiento de tríos. Muchos de los nuevos artistas se descubren en tríos.
En 1983, un trío construido fue inaugurado en Piazza Navona ―en Roma (Italia)―, en presencia de 80 000 personas que bailaron al sonido eléctrico de Dodo, Osmar y Armandinho. Esa fue la primera vez que un trío fue presentado fuera de Brasil.
En 1985, invitados por estudiantes de la Universidad de Toulouse (en Francia), Armandinho, Dodo y Osmar viajaron de nuevo a Europa para participar en un carnaval ante más de 100 000 personas en Tolosa.
El trío es conocido mundialmente como uno de los símbolos de la cultura brasileña, su música, su carnaval y su fiesta.